# Château des Joyeux
Le château des Joyeux est un château situé à Saint-Germain-de-Salles (France).

## Localisation
Le château des Joyeux se trouve à l'ouest du bourg de Salles (ancienne commune réunie à Saint-Germain en 1811, pour former la commune de Saint-Germain-de-Salles), à gauche de la D183 menant à Charroux et Chantelle. Un portail monumental donne également accès à la propriété sur la D42. 
Il se trouve dans le département de l'Allier, en région Auvergne-Rhône-Alpes.

## Description
L'actuel château des Joyeux est un édifice du XIXe siècle. Il présente un corps de logis central à deux niveaux sur terrasse, plus un niveau de combles, flanqué d'une tour ronde à gauche de la façade et d'une échauguette à droite. Le corps de logis est constitué de cinq travées, tandis que trois lucarnes éclairent les combles sous une couverture d'ardoises. Un large escalier donne accès à la terrasse et à la porte-fenêtre centrale.
Le château ne bénéficie pas d'une protection Monument historique.

## Histoire
Le domaine a appartenu au XVIIIe siècle à la famille de Chauvigny de Blot, avant d'être acquis par les Lucas-Laganne. Il a été acheté aux héritiers de ces derniers en 1918 par Hubert Pradon-Vallancy, futur député de l'Allier, pour en faire sa résidence.